# 居尔哈尼公园

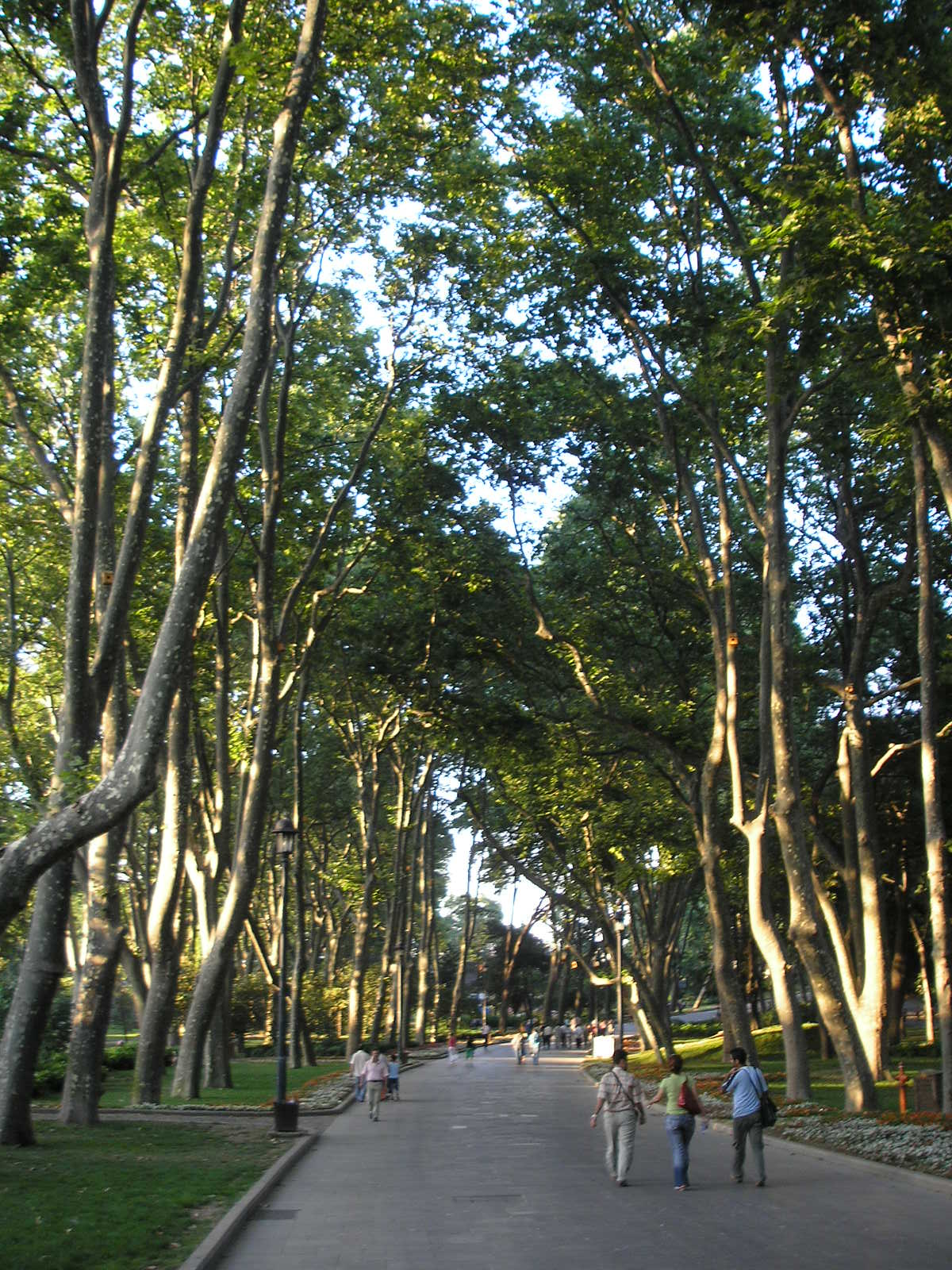

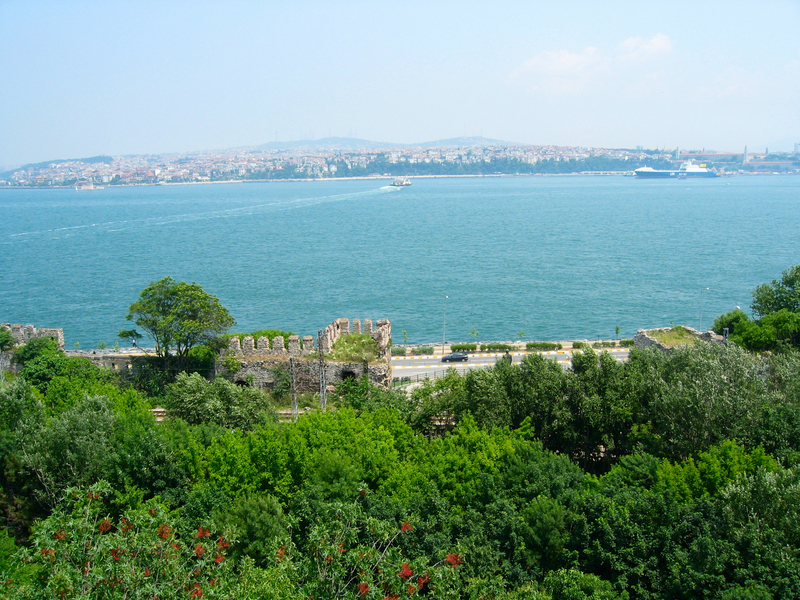

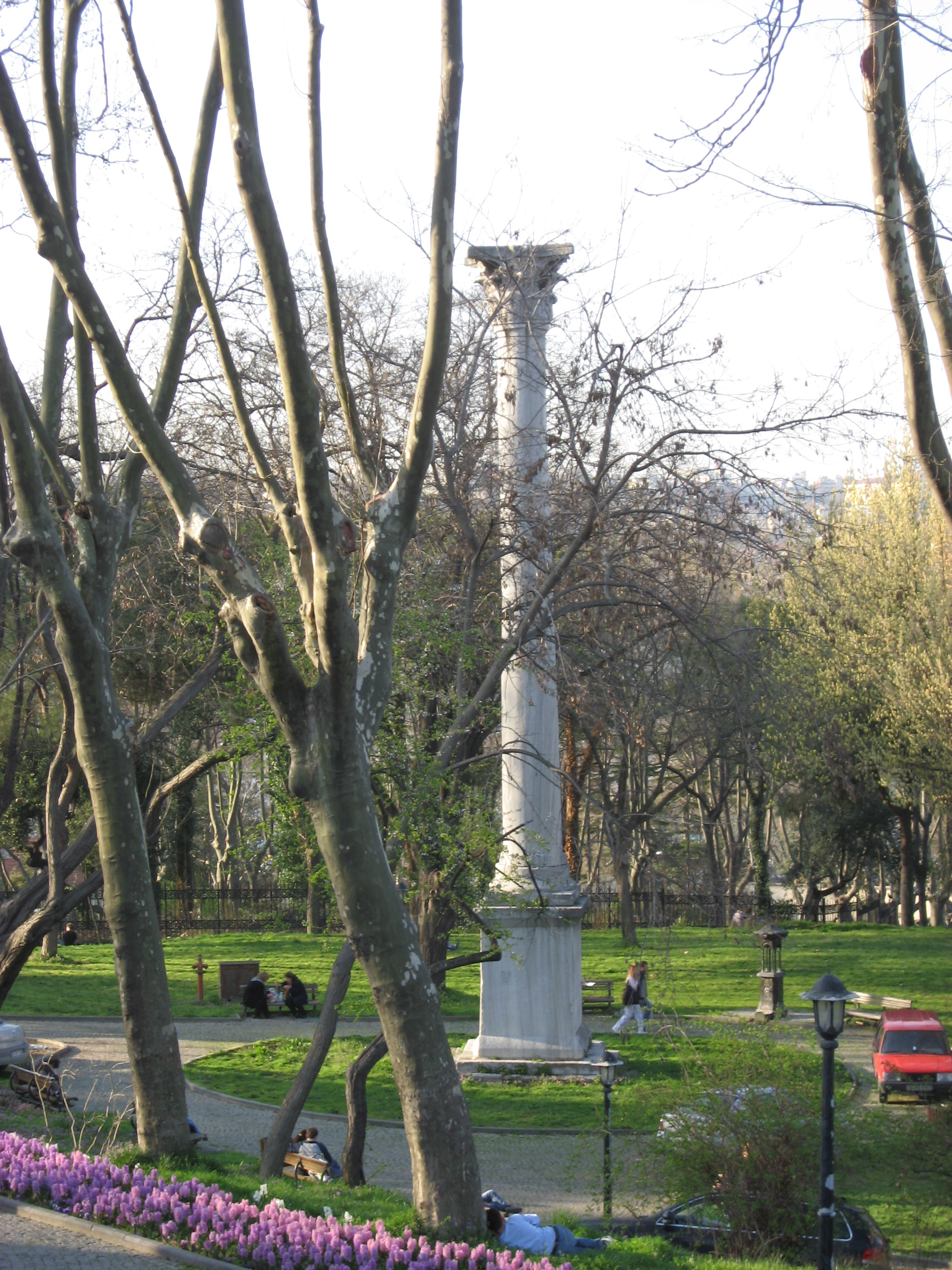

41°00′46″N 28°58′50″E / 41.0127°N 28.9805°E
居尔哈尼公园 (土耳其語：Gülhane Parkı，意为花厅；源于波斯语: گلخانه‬ Gulkhāna）是土耳其伊斯坦布尔最古老的公园，位于艾米诺努区，毗邻托卡比皇宫。
居尔哈尼公园原为托卡比皇宫的花园。1839年，阿卜杜勒-迈吉德一世在此颁布由穆斯塔法·雷希德帕夏拟定的花厅御诏（土耳其語：Gülhane Hatt-ı Şerif-î），开始坦志麦特改革，试图促成奥斯曼帝国的现代化，包括推行不分宗教信仰，所有公民在法律面前人人平等。
1912年，花园对公众开放。1926年，公园内安放了土耳其第一尊穆斯塔法·凯末尔·阿塔图尔克雕像。

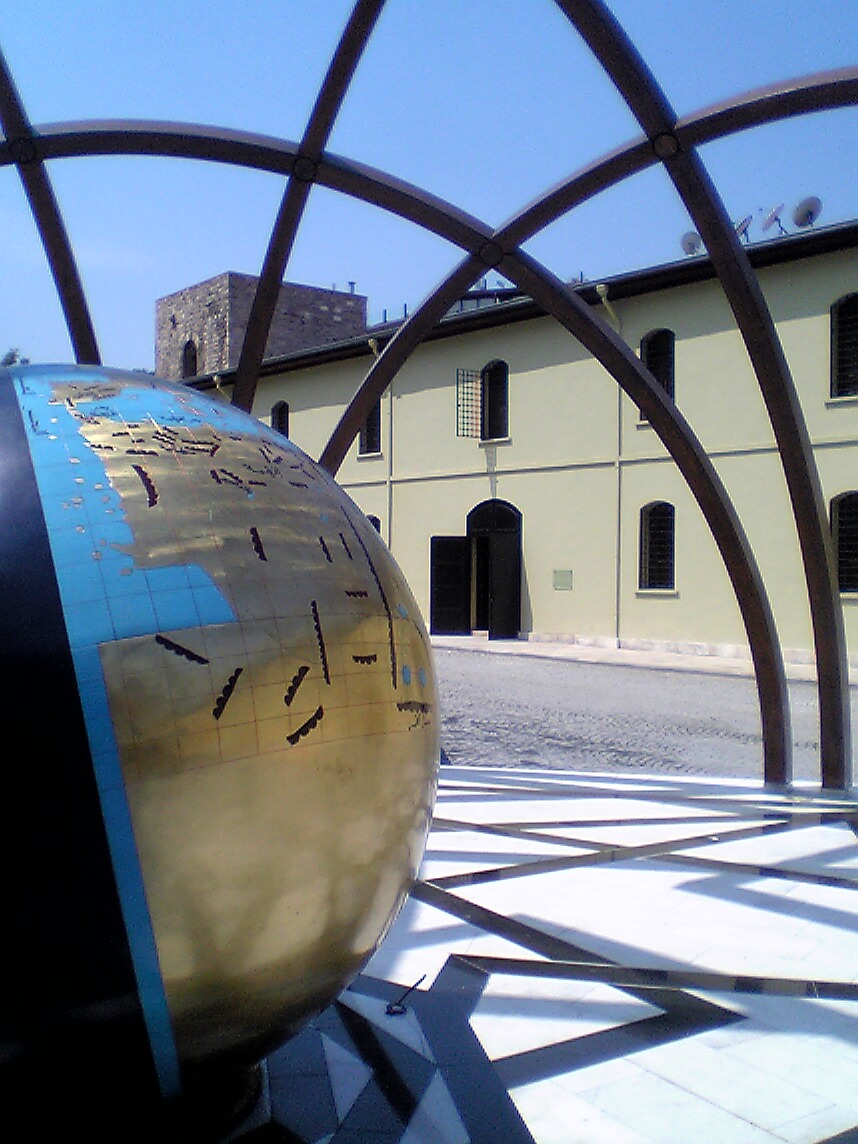
伊斯兰科技史博物馆

伊斯兰科技史博物馆位于公园西部边缘，原为托卡比皇宫的马棚。2008年，土耳其总理雷杰普·塔伊普·埃尔多安为其揭幕。